# Muralha Aureliana
A Muralha Aureliana (em italiano: Mura aureliane) é um conjunto de muralhas erguidas em Roma, entre 271 e 275, durante o reinado dos imperadores romanos Aureliano e Probo. Englobava todas as Sete Colinas de Roma, além do Campo de Marte e do distrito do Trastevere, na margem esquerda do rio Tibre. As margens do rio situadas dentro dos limites da cidade parecem não ter sido fortificadas, embora o fossem com certeza ao longo do Campo de Marte.
A sua extensão total era de 19 quilômetros, e cercava uma área de cerca de 13,7 quilômetros quadrados. Os muros foram construídos com concreto, recoberto por tijolos, e têm 3,5 metros de espessura por oito de altura, com uma torre de planta quadrada a cada 100 pés romanos (29,6 m). Reformas realizadas no século V dobraram a altura da muralha para 16 metros; à época, o complexo tinha 383 torres, 7020 almenaras, 18 portões principais, cinco poternas, 116 latrinas e 2066 grandes janelas externas.

## História

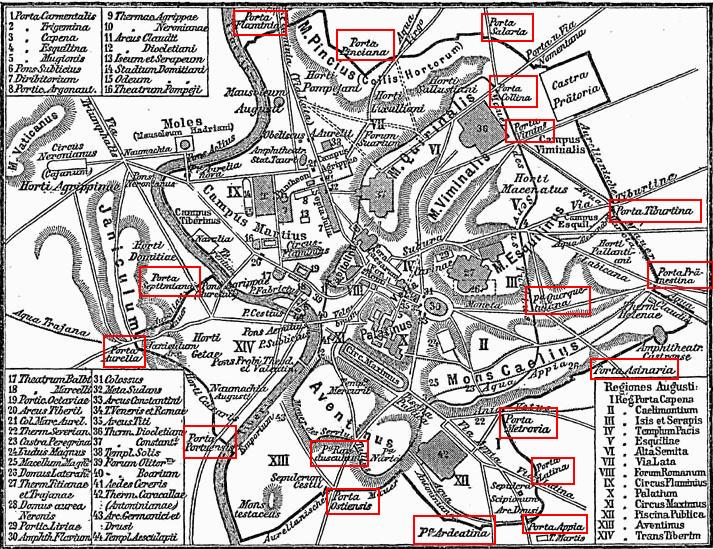
Mapa da Roma Antiga, com a Muralha Aureliana e seus portões em destaque

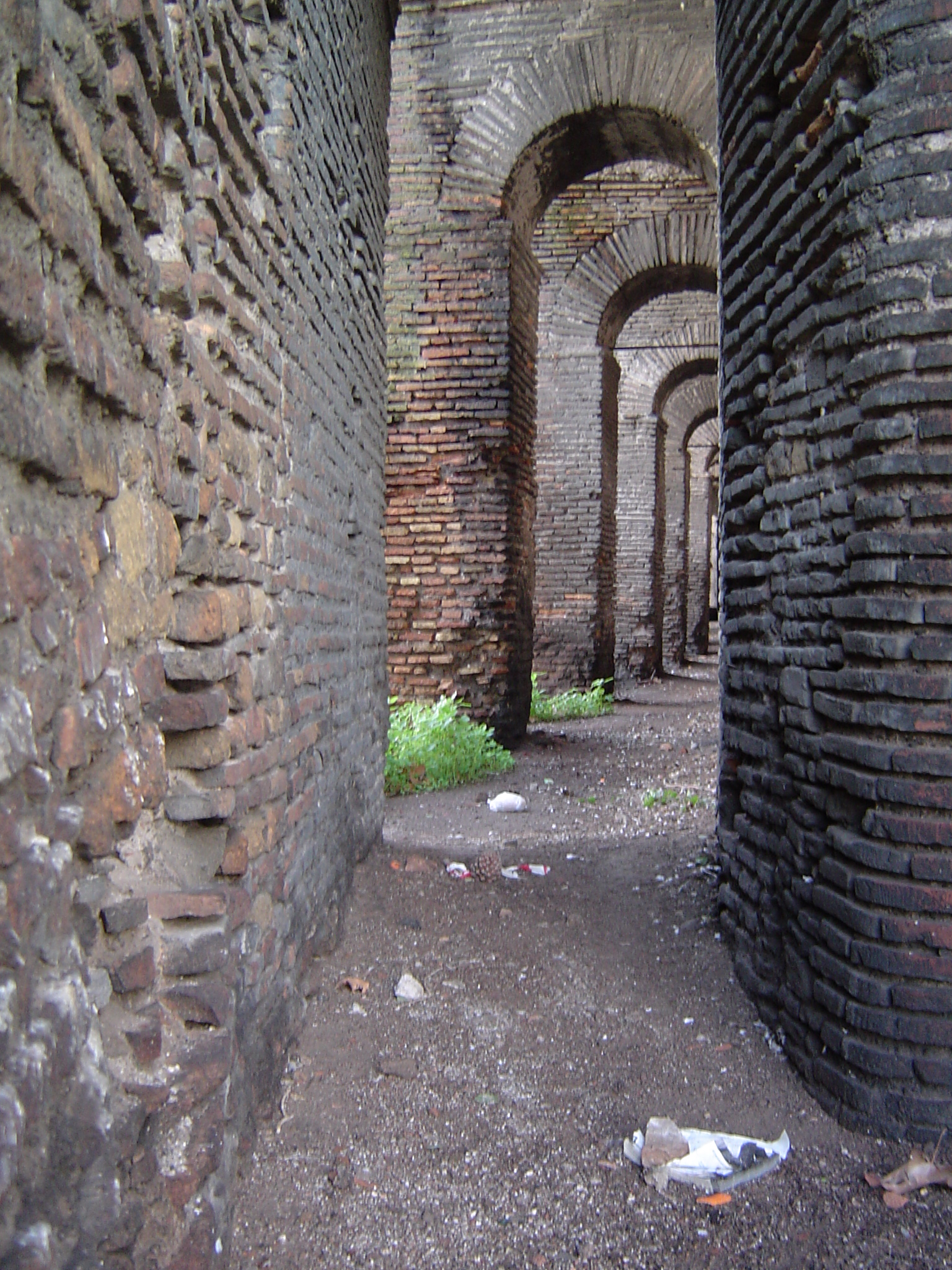
Passagem para sentinelas, próxima à Porta Metrônia

No século III, as fronteiras de Roma haviam se expandido para muito além da área cercada pela antiga Muralha Serviana, construída durante o período republicano, no fim do século IV a.C. Roma permaneceu efetivamente sem quaisquer fortificações durante os séculos subseqüentes, período no qual expandiu e consolidou seu império. A necessidade de melhores defesas se tornou aguda durante a crise do século III, quando tribos bárbaras cruzaram as fronteiras da Germânia e o exército romano teve de lutar para contê-las. Em 270, tribos jutungas e vândalas invadiram o norte da Itália, infligindo uma séria derrota sobre os romanos em Placência, antes de serem rechaçados. Eclodiram ainda diversos distúrbios em Roma no verão de 271, quando os trabalhadores das casas da moeda se revoltaram, e milhares de pessoas morreram nas lutas ferozes que se seguiram.
A construção da muralha por Aureliano foi uma medida de emergência, como reação à invasão bárbara de 270. O historiador Aurélio Vítor é explícito ao afirmar que o projeto tinha como meta aliviar a vulnerabilidade da cidade. Pode também ter tido a intenção política de servir como uma declaração de confiança, da parte de Aureliano, na lealdade do povo de Roma, assim como uma demonstração pública de poder. A construção da muralha foi o maior projeto de construção realizado em Roma em muitas décadas, e tornou-se um dos símbolos da força contínua de Roma.
Levou o tempo consideravelmente curto de cinco anos para ser construída, embora o próprio Aureliano tenha morrido antes do seu fim. A incorporação de edifícios já existentes à estrutura da muralha acelerou o progresso das obras e poupou gastos. Entre os edifícios utilizados estavam o Anfiteatro Castrense, o Acampamento pretoriano, a Pirâmide de Céstio, e até mesmo uma seção do aqueduto Água Cláudia, próximo à Porta Maior. Acredita-se que até um sexto dos muros construídos tenham sido feitos a partir de estruturas preexistentes. Uma área atrás das muralhas foi limpada e passagens para as sentinelas foram construídas, permitindo que fossem rapidamente reforçadas em caso de qualquer emergência.
O quanto a muralha era realmente efetiva é ainda motivo de disputas, devido ao tamanho relativamente pequeno da guarnição da cidade. Toda a força combinada da guarda pretoriana, das coortes urbanas e dos vigiles de Roma era de apenas cerca de 25 000 homens - pouquíssimos para defender adequadamente toda a extensão da muralha. No entanto, a intenção militar destes muros não era o de suportar longos cercos, já que os exércitos bárbaros raramente tentavam sitiar cidades, pois não tinham nem equipamentos nem provisões suficientes para estas empreitadas; em vez disso, recorriam a ataques e incursões rápidas, contra alvos que tivessem defesas frágeis. A muralha era, portanto, um meio de desencorajar estas táticas.
Em 401, durante o reinado de Honório (r. 395–423), a muralha e os portões foram reforçados. A esta altura, a Tumba de Adriano, do outro lado do Tibre, foi incorporada, como fortaleza, às estruturas defensivas da cidade. Tótila, rei dos ostrogodos, decidiu destruir a muralha em 545, para retirar do Império Bizantino a possibilidade de defender Roma, durante a chamada Guerra Gótica. De acordo com o historiador Procópio de Cesareia, cerca de um terço da muralha caiu.
A Muralha Aureliana também serviu para definir as fronteiras da cidade de Roma até o século XIX, com grande parte da área construída permanecendo, ao longo dos séculos, dentro dos muros. A muralha também continuou a servir como uma estrutura defensiva militar significante para a cidade de Roma até 20 de setembro de 1870, quando os bersaglieri do Reino de Itália conseguiram derrubá-la, próximo à Porta Pia, e capturaram Roma.
Atualmente se encontram notavelmente bem-preservadas, principalmente devido ao seu uso constante como fortificação primordial de Roma. O Museu das Muralhas (Museo delle Mura), próximo à Porta de São Sebastião, oferece informações sobre a construção da muralha, e como suas defesas eram operadas. Os trechos mais bem-preservados da muralha se encontram do Muro Torto (Villa Borghese até Cordo da Itália e o Castro Pretório; da Porta de São João até a Porta Ardeatina; da Porta Ostiense ao Tibre; e em torno da Porta de São Pancrácio.

## Portões
Lista de portões (porte), começando a partir do mais ao norte, no sentido horário:
- Porta do Povo (Porta Flamínia) – início da Via Flamínia
- Porta Pinciana
- Porta Salária – início da Via Salária
- Porta Pia – início da 'nova' Via Nomentana
- Porta Nomentana – início da 'antiga' Via Nomentana
- Porta Pretoriana – antiga entrada para o acampamento pretoriano, conjunto de quarteis permanentes da guarda pretoriana na cidade
- Porta Clausa - também conhecida como Porta Chiusa ("Porta Fechada")
- Porta Tiburtina – início da Via Tiburtina
- Porta Maior (Porta Prenestina) – encontro de três aquedutos e início da Via Prenestina
- Porta de São João  – próxima a Basílica de São João de Latrão
- Porta Asinária – início da antiga Via Tuscolana
- Porta Metrônia
- Porta Latina – início da Via Latina
- Porta de São Sebastião (Porta Ápia) – início da Via Ápia
- Porta Ardeatina
- Porta Ostiense – próxima à Pirâmide de Céstio, leva à Basílica de São Paulo Extramuros, início da Via Ostiense

Portões no Trastevere (a partir do mais ao sul, na direção horária):
- Porta Portuense
- Porta Aurélia Pancraciana
- Porta Septimiana
- Porta Cornélia